# Henan
Henan (wymowaⓘ; chiń. upr. 河南; chiń. trad. 河南; pinyin Hénán; Wade-Giles Ho-nan; dosł. „Na Południe od Rzeki”) – prowincja ChRL w centrum kraju, na południe od Rzeki Żółtej.

## Historia
Północny Henan, obszar położony wzdłuż Żółtej Rzeki był centralnym punktem starożytnych Chin. Trzy miasta tej prowincji było stolicami chińskich dynastii:
- Yin (współczesny Anyang) – ostatnia stolica dynastii  Shang
- Luoyang – stolica dynastii Zhou od 722 p.n.e., wschodniej dynastii Han od 25 n.e., zachodniej dynastii Jin oraz północnej dynastii Wei od 493 n.e.
- Kaifeng – stolica 4 dynastii z okresu Pięciu Dynastii i Dziesięciu Królestw: późniejsza dynastia Liang, późniejsza dynastia Jin, późniejsza dynastia Han, późniejsza dynastia Zhou oraz od 982 n.e. dynastii Song